# Efraín Elías
Pour les articles homonymes, voir Elias.
Pas d'image ? Cliquez ici

a Compétitions nationales et continentales officielles uniquement.

b Matchs officiels uniquement.
Dernière mise à jour le 30 juin 2025.
Efraín Elías, né le 30 avril 2004 à Deán Funes (Argentine), est un joueur international argentin de rugby à XV. Il joue aux postes de deuxième ligne ou de troisième ligne au Stade toulousain.
Il remporte le Championnat de France en 2025 avec le Stade toulousain.

## Biographie

### Jeunesse et formation
Originaire de Córdoba, Efraín Elías est formé avec le club local du Jockey Club Córdoba,.
Efraín Elías représente également la sélection régionale de la province de Córdoba dans la catégorie des moins de 18 ans. Avec cette équipe, il remporte le championnat interprovincial d'Argentine en 2022,.
En 2022, il est fait partie de la sélection argentine des moins de 19 ans, avec qui il remporte en fin d'année le championnat sud-américain,.

### Débuts avec les Dogos XV (2023-2024)
Au début de l'année 2023, il rejoint la franchise des Dogos XV (anciennement nommée Ceibos) pour disputer la nouvelle saison de Súper Rugby Américas,. Il joue son premier match professionnel le 17 février 2023 contre les Paraguayens du Yacare XV,. Essentiellement utilisé au poste de troisième ligne aile, il joue quatorze matchs lors de sa première saison, dont treize en tant que titulaire. Il est titulaire lors de la finale de son équipe, qui s'incline face aux Uruguayens de Peñarol sur le score 17 à 23,.
La même année, il remporte à nouveau le championnat sud-américain des moins de 19 ans, après une large victoire en finale face à l'Uruguay.
Il est par la suite sélectionné avec l'équipe d'Argentine des moins de 20 ans pour disputer le championnat du monde junior en Afrique du Sud. Il joue tous les matchs de son équipe, qui termine le tournoi à la neuvième place,.
Également en 2023, il dispute un match avec l'équipe réserve argentine, Argentine XV, face à l'Uruguay,.
Toujours présent dans l'effectif des Dogos lors de la saison 2024, avec qui il est à nouveau régulièrement utilisé,. Il est titulaire au poste de troisième ligne centre lors de la finale remportée par son club face aux Pampas. Lors de la saison, il est l'auteur de performances remarquées, obtenant plusieurs titres d'homme du match.
En avril 2024, en amont du Rugby Championship des moins de 20 ans, il est désigné capitaine de sa sélection,. Auteur d'un bon tournoi, il fait partie de l'équipe type de la compétition. Il est ensuite maintenu dans son rôle de capitaine pour le championnat du monde junior qui suit,. Il joue cinq matchs lors de la compétition, marquant trois essais, tandis que son équipe termine à la cinquième place.

### Transfert au Stade toulousain et première cape avec lesPumas(depuis 2024)
En juin 2024, il est annoncé dans les médias qu'il rejoindra le club français du Stade toulousain, évoluant en Top 14, à compter de la saison 2024-2025,. Le transfert est finalement officialisé en juillet 2024, pour un contrat d'une durée de trois saisons.
Fin juillet 2024, il est convoqué pour la première fois en équipe d'Argentine, dans le cadre du Rugby Championship. Pendant la première journée de la compétition, il connaît sa première cape internationale lors d'une victoire 38 à 31 contre la Nouvelle-Zélande à l'extérieur.
Au mois de novembre 2024, il profite des nombreuses absences à son poste, notamment celles de Richie Arnold, Thibaud Flament et Emmanuel Meafou, pour faire ses débuts avec le Stade toulousain lors de la neuvième journée de Top 14 contre l'Aviron bayonnais. Dans le même temps il est de nouveau sélectionné avec les Pumas, afin de participer à la tournée d'automne. Il ne joue cependant aucun match lors de cette fenêtre internationale. Il termine sa première saison en France avec un total de cinq matchs disputés en Top 14, dont trois titularisations. 

## Palmarès
- Finaliste du Súper Rugby Américas en 2023 avec les Dogos XV.
- Vainqueur du Súper Rugby Américas en 2024 avec les Dogos XV.
- Vainqueur du Championnat de France en 2025[N 1] avec le Stade toulousain.